# 吉田敏男
吉田 敏男（よしだ としお、1926年7月4日 - 1997年7月1日）は、日本の実業家。ティー・エックス・エヌ九州(現在のTVQ九州放送)初代社長を務めた。

## 経歴
京都府出身。1950年に立命館大学専門部法政科を卒業し、日本経済新聞社に入社。日経では事業本部長、取締役、監査役を歴任した。1981年からテレビ大阪常務と専務を歴任し、1986年からテレビ東京専務に就任し、1989年には副社長に昇格。1990年から1995年までにティー・エックス・エヌ九州社長を務め、1995年から1997年までに同社会長を務めた。
1997年7月1日、急性心不全のために死去。70歳没。